# 堂溪姓
堂溪姓是一個古代漢字複姓，春秋時期吳國夫概逃至楚國，受封於堂谿（「谿」為「溪」之古字），稱堂谿氏，是堂溪姓之始祖，至今堂溪姓已沒有在使用。

## 人物
- 堂溪典：東漢經學家。
- 堂溪惠：漢朝大夫。